# When You're Strange
When You're Strange é um documentário sobre a banda de Rock The Doors. Foi escrito e dirigido por Tom DiCillo e pela primeira vez o material do filme de Jim Morrison HWY: An American Pastoral de 1969, foi publicamente divulgado.
O tecladista do Doors, Ray Manzarek afirmou que: "Esta será a verdadeira história dos Doors", e que o filme vai ser "o anti-Oliver Stone", referindo-se ao filme de 1991 sobre o grupo que Stone dirigiu, e que atraiu um bocado de críticas de muitos fãs dos Doors.
O documentário foi exibido primeiro no Sundance Film Festival, em 17 de Janeiro de 2009. Ele recebeu críticas pouco favoráveis pela narração (pelo diretor DiCillo) foi apontada pela maioria dos telespectadores, muito seriamente danificado pela sua entrega monótona. Devido à onda de denúncias sobre a narração, Johnny Depp foi contratado para narrar novamente. Poucos meses depois, DiCillo pronunciada do filme "praticamente fechado", e anunciou que haveria uma demonstração da nova versão. Ele estreou no Los Angeles Film Festival, no domingo 21 junho, 2009. O filme completo também foi mostrado no London Film Festival em Outubro 16-18, 2009. O filme foi lançado nos cinemas em 9 de abril de 2010, com uma liberação de trilha sonora em 6 de abril de 2010. Foi lançado no Canadá em 15 de abril, 2010. PBS apresentou este filme como parte de sua série American Masters em 12 de maio de 2010.  O filme foi lançado em DVD em 29 de junho de 2010.  Na França, o filme, distribuído pela MK2, foi lançado sob o título original e recebeu uma excelente recepção.
Robbie Krieger acredita que o filme reúne um retrato mais preciso de Morrison do que o filme de 1991, afirmando: "Eu acho que quando você vê o filme de Oliver Stone - Estou impressionado como Val Kilmer fez bem - mas, você sabe, o problema com que filme é que o roteiro era meio estúpido. Realmente não captura como Jim era em tudo. Isso lhe dá uma visão muito melhor de como sua mente trabalhava, eu acho." 
Krieger se sentiu "muito feliz" sobre como o filme acabou, creditando em especial o trabalho de edição. Os membros sobreviventes da banda decidiram não se envolver muito no projeto para "tentar conseguir o certo equilíbrio neutro que um estranho poderia tentar conseguir." 

## Sinopse
Um olhar sobre a banda The Doors, com destaque ao vocalista, Jim Morrison (1943-1971), desde a formação do grupo em 1965, quando estrearam no palco e lançaram o primeiro álbum, até a fatídica morte do cantor, após anos de uso exagerado de álcool e drogas. Ao longo do turbulento percurso, vemos cenas de arquivo com ensaios, shows e os momentos mais íntimos da banda, incluindo um show em Miami, que resultou na prisão de Morrison, acusado por obscenidade. Seu amor pelos holofotes, o desejo de se tornar um poeta e seu humor movido a álcool mostram a personalidade do astro, que variava nos altos e baixos, colecionando sucessos, escândalos e fracassos. A música da banda, que encantou toda uma geração, até hoje ainda pode ser escutada em todos os lugares do mundo.

## Elenco
- Johnny Depp ... (narração)
- Jim Morrison .. Ele mesmo (arquivo)
- John Densmore ... Ele mesmo (arquivo)
- Robby Krieger ... Ele mesmo (arquivo)
- Ray Manzarek ... Ele mesmo (arquivo)

## Prêmios e Indicações
Sundance Film Festival (2009)
- Indicado ao Grande Prêmio do Júri na Categoria Documentário.

Grammy Awards (2011)
- Ganhou o Grammy de Melhor Vídeo Musical Longo.

## Curiosidades
- Inicialmente foi narrado pelo diretor Tom DiCillo, mas devido as críticas negativas, o diretor resolveu contratar o ator Johnny Depp para narrar o documentário.
- Foi exibido no Festival do Rio em Outubro de 2009.
- A versão exibida nos festivais tinha 90 minutos, enquanto a versão que foi lançada no cinema tinha 86 minutos.
- Títulos Alternativos: "When You're Strange: A Film About The Doors"; "The Doors: When You're Strange".

## Ligações Externas
- When You're Strange. no IMDb.
- When You're Strange no AllMovie (em inglês)
- Site Oficial